# Нейпир, Чарльз Джон
Сэр Чарльз Джон Нейпир (англ. Charles John Napier; 6 марта 1786 — 6 ноября 1860) — британский военно-морской деятель, участник Крымской войны, адмирал (6 марта 1858).

## Биография
Окончил Эдинбургскую королевскую высшую школу (Royal High School, Edinburgh). 1 ноября 1799 году поступил волонтёром на шлюп Martin, крейсировавший в Северном море. Служил на различных судах, в ноябре 1802 года стал мичманом, 30 ноября 1805 года – лейтенантом. Боевое крещение получил в 1806 году, участвуя  в февральской экспедиции Джона Уоррена, затем  30 марта при захвате французских 74-пушечного линейного корабля Marengo и фрегата Belle-Poule.
Во время крейсерства в Вест-Индии в 1807 году, командуя бригом Pultusk, участвовал в захвате испанского купеческого корабля, стоявшего под защитой батарей у острова Пуэрто-Рико.
В 1808 году, командуя 18-пушечным бригом Recruit, ранен в упорном бою с 22-пушечным французским корветом Diligente, который он заставил обратиться в бегство.
В 1809 году на острове Мартиника съехал на берег с 5 подчиненными и средь бела дня поднял английский гюйс на батарее Эдвард в 309 футах от французского форта Бурбон. 17 апреля того же года, после более двух суток погони за тремя французскими кораблями, взял 74-пушечный корабль Haupoult. Главнокомандующий, вице-адмирал Александр Кохрэйн, назначил его командиром этого трофейного корабля.
В 1810 году, уволенный со службы за неосторожную речь к избирателям своего округа, отправился в Португалию, вступил в ряды английской армии. 27 сентября был вторично ранен в сражении с французами при Буссако.
В 1811 году был возвращён на флот. Получив в командование 32-пушечный фрегат Thames, отличился в ряде боёв с французами в Средиземном море, у берегов Италии. Захватил до 40 мелких судов и несколько батарей.
В 1812 году, продолжая свои набеги на итальянские порта и острова, взял французскую шебеку La Fortune, до 20 купеческих судов и заставил выброситься на берег французский фрегат Baleine.
Посланный в 1814 году в отряде вице-адмирала Кохрэйна в воды Северной Америки, особенно отличился в операциях против Балтимора, где снова был ранен.
В 1815 году, по возвращении в Англию, фрегат его был сдан в порт, а он сам, награждённый орденом Бани, до 1829 года жил во Франции, где, между прочим, занимался организацией пароходства на Сене.
Вернувшись в строй в 1829 году, снова командовал судами, но в 1833 году оставил английскую службу и перешёл с чином вице-адмирала в португальский флот. 5 июля 1833 года одержал у мыса Сан-Висенти решительную победу над сильнейшим флотом Мигела Брагансского. За эту победу, в сентябре того же года, был награждён большим крестом ордена Башни и Меча, получил титул графа Сан-Висенти с возведением в гранды Португалии. 15 октября 1834 года получил чин адмирала португальского флота.
Вернулся на английскую службу в 1839 году. В 1840 году получил звание коммодора. Летом того же года патрулировал вдоль побережья Ливана, защищая христиан-маронитов от 15-тысячной египетской армии Ибрагим-паши. 28 сентября принудил к капитуляции египетский гарнизон в Сидоне. 3 октября египтяне оставили Бейрут. Командуя соединённым англо-австро-турецким десантом, Нейпир 10 октября разбил египетский отряд, занимавший сильную позицию в горах близ Бейрута и взял в плен около 5 тысяч человек. 3 ноября, после усиленной бомбардировки, занял Акру — последний оплот египтян на побережье Леванта. 25 ноября принял в Александрии командование над союзной эскадрой. 27 ноября заключил с Мухамедом Али конвенцию о мире. Возведён в Рыцари-командоры ордена Бани, награждён русским орденом Святого Георгия 3-й степени (16 ноября 1840 года), австрийским Военным орденом Марии-Терезии 3-й степени и прусским орденом Красного орла 3-й степени.
По возвращении в Англию назначен морским адъютантом при королеве Виктории. В 1841—1847 годах — депутат парламента от округа Мэрилебон. 9 ноября 1846 года произведён в контр-адмиралы.
С началом Крымской войны, произведённый 28 мая 1853 года в вице-адмиралы, назначен командующим английской эскадрой в Балтийском море. Эта эскадра была крупнейшей флотилией, отплывавшей из Великобритании с 1815 года. Тем не менее флотилия была скудно укомплектована экипажем, экипаж был неопытным, а состав эскадры не подходил для осадных действий, которые были ожидаемы британской общественностью. Все, что ему оставалось делать — это осуществлять блокаду российских торговых и военных судов, не давая им выйти за пределы Балтийского моря. Содействовал капитуляции Бомарсунда. Но затем боевая удача покинула его: не имея достаточно средств для решительных действий, Нейпир отказался атаковать Свеаборг и Выборг, за что подвергся порицанию Адмиралтейства. В сентябре был снят с должности командира эскадры, отозван в Англию и отправлен в отставку. В 1855—1860 годах — депутат парламента от округа Саутварк.
Из литературных трудов Нейпира необходимо отметить «Замечания о конструкции и качествах фрегатов Вернон и Кастор и о корабельной архитектуре вообще», «Замечания о состоянии флота», «Описание войны в Португалии между Дон-Педро и Дон-Мигуэлем» (1836), «Описание войны в Сирии» (1842), «История Балтийской кампании 1854 года» (1857).